# Micrurus frontalis
Micrurus frontalis là một loài rắn trong họ Rắn hổ. Loài này được Duméril, Bibron & Duméril mô tả khoa học đầu tiên năm 1854.